# Luis Gini
Luis Arnulfo Gini – piłkarz paragwajski, obrońca.
Jako gracz klubu Club Sol de América był w kadrze reprezentacji podczas finałów mistrzostw świata w 1958 roku, gdzie Paragwaj, pomimo bardzo dobrej postawy, odpadł już w fazie grupowej. Gini nie zagrał w żadnym meczu.
Wziął udział w turnieju Copa América 1959, gdzie Paragwaj zajął trzecie miejsce. Gini zagrał w pięciu meczach – z Chile, Boliwią, Urugwajem, Brazylią i Peru.
Gini w całej karierze zagrał tylko w jednym meczu związanym z mundialem – w przegranym 0:1 spotkaniu z Meksykiem w ramach eliminacji do finałów mistrzostw świata w 1962 roku.
Gini występował także w barwach klubu Club Olimpia oraz boliwijskiego klubu Club The Strongest. Gdy był graczem The Strongest doszło 24 września 1969 roku do tragicznej katastrofy lotniczej, w której zginęło 16 piłkarzy klubu. Gini przeżył tylko dlatego, że należał do niewielkiej grupy, która nie poleciała samolotem.